# Mulher Objeto
Mulher Objeto és una pel·lícula eròtica brasilera del 1981 dirigida per Silvio de Abreu, del gènere pornochanchada.

## Sinopsi
Tracta sobre les fantasies d'una dona casada que viu en somnis nombroses experiències sexuals amb parelles d'ambdós sexes.

## Repartiment
- Helena Ramos... Regina
- Nuno Leal Maia... Hélio
- Kate Lyra... Helen
- Maria Lúcia Dahl... Maruska
- Hélio Souto... Fernando
- Yara Amaral... Carmem
- Wilma Dias... Lúcia
- Karin Rodrigues... analista
- Carlos Koppa... Genésio